# 托尔斯滕·洛德
托尔斯滕·洛德（瑞典語：Torsten Lord，1904年3月2日—1970年2月4日），瑞典男子帆船运动员。他曾代表瑞典参加1936年、1948年和1952年夏季奥林匹克运动会帆船比赛，共获得二枚铜牌。